# Horní Suchá
Horní Suchá é uma comuna checa localizada na região de Morávia-Silésia, distrito de Karviná‎.